# EFnet

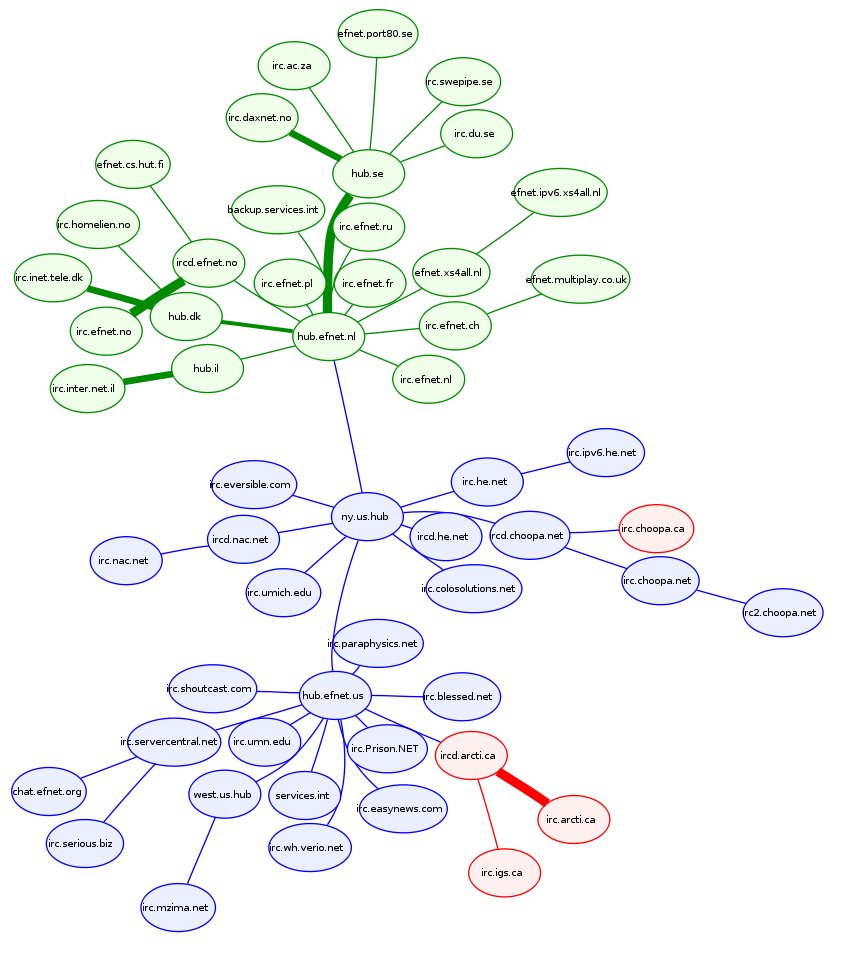
EFnet

EFnet ou Eris Free network é uma rede de babe-papo online do tipo IRC, um protocolo de comunicação online para a Internet.